# Eugenia bukobensis
Eugenia bukobensis är en myrtenväxtart som beskrevs av Adolf Engler. Eugenia bukobensis ingår i släktet Eugenia och familjen myrtenväxter. Inga underarter finns listade i Catalogue of Life.